# Blokparti
Et Blokparti er en betegnelse anvendt om politiske partier, som eksisterede i kommunistiske diktaturer i østblokken ved siden af det herskende kommunistparti, og som indgik i en partiblok sammen med kommunistpartiet. Disse partier var repræsenteret i parlamenter og regeringer, men udøvede ikke nogen egentlig magt, konkurrerede ikke mod det herskende parti i valg (der kun sjældent kunne betegnes som demokratiske i gængs forstand), og tjente kun til at give et indtryk af flerpartisystem og valgfrihed. 
I DDR indgik blokpartiene og kommunistpartiet i Demokratischer Block, der etablerede "Die Nationale Front", der opstillede en enhedsliste, hvorpå det regerende parti SED og de østtyske blokpartier var angivet. Det kunne kun stemmes for eller imod enhedslisten, men der kunne ikke stemmes på de enkelte kandidater på listen. Fordelingen af antal delegerede var fastlagt på forhånd. Et ironisk udtryk for blokkparti i DDR var blokfløjte.